# Niko Kirwan
Niko Kirwan (Auckland, 4 de septiembre de 1995) es un futbolista neozelandés que juega como mediocampista en el Calcio Padova de la Serie C italiana. Es hijo del exjugador de rugby John Kirwan.

## Carrera
Hizo su debut en 2016 jugando para el Team Wellington, club con el que conseguiría el título en la Premiership de Nueva Zelanda 2016-17. En 2017 fue contratado por el Mestre, de la Serie C italiana.

### Clubes
| Club            | País          | Año       |
| --------------- | ------------- | --------- |
| Team Wellington | Nueva Zelanda | 2016-2017 |
| A. C. Mestre    | Italia        | 2017-2018 |
| Reggina 1914    | Italia        | 2018-2019 |
| Reggiana        | Italia        | 2019-2021 |
| Calcio Padova   | Italia        | 2021-     |

### Selección nacional
Fue convocado por Fritz Schmid para representar a Nueva Zelanda en un amistoso ante Canadá, aunque no llegó a disputar el encuentro.